# Willis H. Flygare
Willis H. „Bill“ Flygare (* 24. Juli 1936 in Jackson, Minnesota; † 18. Mai 1981 in Urbana, Illinois) war ein US-amerikanischer physikalischer Chemiker an der University of Illinois at Urbana-Champaign.
Flygare erwarb 1958 am St. Olaf College einen Bachelor und 1961 bei William D. Gwinn an der University of California, Berkeley mit der Arbeit Chlorine nuclear quadrupole interaction and microwave spectra of C₃H₄Cl₂, CH₂Cl₂, and CH₃CHCl₂ einen Ph.D. in Chemie. Im selben Jahr erhielt er einen Lehrauftrag an der University of Illinois at Urbana-Champaign, wo er innerhalb weniger Jahre zum ordentlichen Professor für Chemie aufstieg.
Flygare hat sich um das Verständnis molekularer Elektronenstrukturen und der Molekulardynamik verdient gemacht, indem er hochauflösende Mikrowellentechniken (unter Nutzung des Zeeman-Effekts) und andere Innovationen einführte. Er leistete zahlreiche theoretische und experimentelle Beiträge zur Lichtstreuung in und Struktur von Flüssigkeiten, zur Radioastronomie und Festkörperchemie. In seinen 20 Jahren in Urbana publizierte er mehr als 200 wissenschaftliche Publikationen und eine Monographie, Molecular Structure and Dynamics, und führte mehr als 30 Studenten zu einem Ph.D.
Flygare erhielt zahlreiche Auszeichnungen, darunter 1964 eine Sloan Research Fellowship und 1971 sowie 1978 eine Guggenheim Fellowship, 1973 den Leo Hendrik Baekeland Award der American Chemical Society, 1975 den Centenary Prize der Royal Society of Chemistry und 1981 den Irving Langmuir Award von American Chemical Society und American Physical Society. 1974 wurde er zum Mitglied der National Academy of Sciences und der American Academy of Arts and Sciences gewählt. 1976 erhielt er ein Ehrendoktorat des St. Olaf College.
Willis H. Flygare starb im Alter von 44 Jahren an Amyotropher Lateralsklerose (ALS). Er war seit 1958 mit Ruth Swansson verheiratet, das Paar hatte vier Kinder.
Ihm zu Ehren wurde 1983 eine Sonderausgabe des Journal of Chemical Physics mit 117 Fachbeiträgen auf 965 Seiten veröffentlicht. Auch das Journal of Physical Chemistry veröffentlichte 1983 Flygare zu Ehren eine Sonderausgabe. Seit 1984 gibt es an der University of Illinois at Urbana-Champaign eine Flygare Memorial Lecture.